# Турецька п'ятірка
Турецька п'ятірка (тур. Türk Beşleri) — поширена назва групи турецьких композиторів-новаторів середини XX століття, які вивели турецьку академічну музику на світовий рівень. Названо за аналогією з російською п'ятіркою - поширеною в західноєвропейській термінології назвою російської групи композиторів «Могутня купка». Активна творча діяльність всіх учасників групи почалася в середині 1930-х років. Крім створення низки основоположних для національної музичної традиції творів, композитори групи взяли участь у становленні музичної освіти в країні — зокрема, в роботі школи вчителів музики (тур. Musiki Muallim Mektebi), надалі перетвореної на Анкарську консерваторію.

## Склад групи
- Ахмед Аднан Сайгун
- Ульві Джемаль Еркін
- Джемаль Решит Рей
- Хасан Ферит Алнар
- Неджіль Казим Аксес